# ГЕС Lötschen
ГЕС Lötschen — гідроелектростанція на південному заході Швейцарії, що працює в Бернських Альпах на ресурсі із льодовика Ланг, який живить річку Лонза (права притока Рони).
З початку 20 століття на Лонзі працювали гідроелектростанції Gampel 1-3, поки у 1960-х їх не вирішили замінити більш потужним об'єктом. Для цього річку річку перекрили арковою бетонною греблею Ферден висотою 67 метрів та довжиною 126 метрів, яка потребувала 34 тис. м3 матеріалу. Вона утворила водосховище площею поверхні 0,1 км2 та об'ємом 1,72 млн м3.
Звідси вода через дериваційний тунель подається до машинного залу на виході Лонзи в долину Рони. Зал обладнаний двома турбінами типу Пелтон загальною потужністю 110 МВт, які при напорі у 664 метрів забезпечують річне виробництво на рівні 330 млн кВт·год.